# The Greater Good (Izgubljeni)
"The Greater Good" je dvadeset i prva epizoda prve sezone televizijske serije Izgubljeni. Režirao ju je David Grossman, a napisao Leonard Dick. Prvi puta se emitirala 4. svibnja 2005. godine na televizijskoj mreži ABC. Glavni lik radnje epizode je Sayid Jarrah (Naveen Andrews). 

## Radnja

### Prije otoka
Nakon uhićenja na aerodromu Heathrow zbog sumnje u terorizam, Sayida regrutiraju Australska tajna služba i CIA koji ga upitaju da se infiltrira u terorističku ćeliju u Sydneyju čiji je član njegov stari prijatelj Essam. Kako bi ga uvjerili u prihvaćanje misije, govore mu da znaju gdje se nalazi Nadia. Sayid pristaje. Otkriva se da je Sayid, nakon što joj je pomogao u njezinom bijegu prije nekoliko godina, napustio Irak i putovao svijetom kako bi ju pronašao. Sayid odlazi u Sydney i infiltrira se u ćeliju govoreći agentima da se Essam uvalio u stvari o kojima nema pojma i da ga on može uvesti. Agenti mu govore da nagovori Essama da se složi sa samoubilačkim bombaškim napadom te mu zaprijete ubojstvom Nadije kada Sayid odbije. Na dan napada Sayid otkriva Essamu da je doušnik pa ovaj počini samoubojstvo. Nakon Essamove smrti agenti govore Sayidu da Nadia živi u Kaliforniji te mu daju avionsku kartu i novac. Sayid upita što će se dogoditi s Essamovim tijelom, a ovi mu odgovaraju da će ga spaliti budući ga nitko ne traži. Sayid u tom trenutku zatraži tijelo budući je Essam Musliman (Muslimani vjeruju u zakapanje, ne kremaciju). Nakon što mu kažu da njegov let kreće za dva sata i da neće stići donijeti tijelo, Sayid im govori da će otići na let sljedećeg dana (Oceanic let 815) na što agenti pristaju. 

### Na otoku
U pećinama Sayid promatra ožalošćenu Shannon Rutherford (Maggie Grace) prije nego što ju upita može li nešto učiniti za nju. U isto vrijeme Kate Austen (Evangeline Lilly) prati iscrpljenog Jacka Shepharda (Matthew Fox). Jack okrivljuje Johna Lockea (Terry O'Quinn) za smrt Boonea Carlylea (Ian Somerhalder), ali ga Kate moli da se vrati. Na plaži preživjeli pokapaju Boonea. Tijekom pokopa dolazi Locke i pokušava objasniti što se dogodilo, ali Jack ga ignorira i napadne ga. Kasnije Jack objašnjava Sayidu, Sun-Hwa Kwon (Yunjin Kim) i Kate da Locke laže, ali svi se slažu da se Jack treba odmoriti. Locke traži od Shannon oproštaj, ali bez rezultata; umjesto toga Shannon odlazi do Sayida i upita ga može li nešto učiniti u njezino ime za Lockea (implicirajući da ga želi mrtvog). 
U međuvremenu Charlie Pace (Dominic Monaghan) govori Claire Littleton (Emilie de Ravin) da se mora odmoriti i premda se ona u početku opire ipak mu daje svoju bebu na čuvanje. Charlie, međutim, ima problema s bebom koja ne prestaje plakati, a čak niti Hugo "Hurley" Reyes (Jorge Garcia) ne pomaže pjevanjem pjesme "I Feel Good"; tek kad beba začuje Sawyerov glas, u potpunosti se smiri. Kate se pokušava brinuti za Jacka koji tvrdoglavo inzistira da mora pronaći Lockea i obračunati se s njim. Shvaćajući da nema drugog načina da ga smiri, Kate stavi drogu u njegov sok nakon čega Jack zaspe pa se Sayid sada može obračunati s Lockeom. Sayid dolazi u pećine i počinje ispitivati Lockea te ga traži da mu pokaže mali avion. Tijekom hodanja Sayid non-stop ispituje Lockea koji shvaća što se događa. Nakon dolaska do aviona Sayid kaže Lockeu da zna da ovaj ima pištolj pa mu ga Locke daje. Nakon toga mu Locke otkriva da ga je on onesvijestio kada je ovaj pokušao poslati signal u pomoć. Sve to naljuti Sayida koji uperi pištolj u Lockea i počne ga ispitivati o oknu. Locke laže govoreći da je Boone govorio o dijelovima aviona ne želeći još uvijek otkriti postojanje okna.
Sayid se vraća na plažu i objasni Shannon da vjeruje kako Locke nije namjeravao nauditi Booneu. Shannon se naljuti i odluči uzeti stvari u svoje ruke. Od Jacka koji još uvije spava krade ključ od kovčega u kojem se nalazi oružje i nakon toga se suoči s Lockeom u džungli. Tijekom konfrontacije dolaze Kate, Jack i Sayid, ali Shannon ne želi posustati i želi ubiti Lockea. Budući da mu nije ostao niti jedan drugi izbor, Sayid skače na Shannon u trenutku dok ona puca iz pištolja, a metak prolazi malo pokraj Lockeove glave. 
Te noći Sayid posjeti Lockea koji mu zahvali što mu je spasio život. Sayid mu govori da je to učinio samo iz razloga što vjeruje kako je Locke njihova najbolja nada za opstanak na otoku. Nakon toga upita Lockea da ga odvede do okna. 

## Priznanja
Epizodu The Greater Good gledalo je 17.2 milijuna Amerikanaca. Chris Carabott iz IGN-a o epizodi je napisao: "Boone i Shannon su oboje imali puno manje stvari za raditi u drugom dijelu sezone. To se pogotovo odnosi na Shannon čiji je vrhunac bio kada je dešifrirala Rousseauine dokumente za Sayida. U ovoj je epizodi glumica Maggie Grace dobila priliku da zasja u punom sjaju što ona i čini svojom odličnom glumom ožalošćene i uznemirene sestre koja okrivljuje nekoga za Booneovu smrt. Publika napokon dobiva priliku vidjeti dubinu njezinog lika, a njezina želja za osvetom izrazito je uvjerljiva."

## Vanjske poveznice
- "The Greater Good"  Arhivirana inačica izvorne stranice od 6. lipnja 2011. (Wayback Machine) na ABC-u